# Stade Nueva Chicago
Le stade Nueva Chicago (en espagnol : Estadio Nueva Chicago), auparavant connu sous le nom de stade República de Mataderos (en espagnol : Estadio República de Mataderos), est un stade de football argentin situé à Mataderos, un quartier de la ville de Buenos Aires, la capitale du pays.
Le stade, inauguré en 1940 et doté de 28 500 places, sert d'enceinte à domicile pour l'équipe de football du Club Atlético Nueva Chicago.

## Histoire
Le stade, situé dans la périphérie sud-ouest de Buenos Aires, est inauguré le 27 octobre 1940 lors d'un match de Division 3 entre le Nueva Chicago et le CSS Buenos Aires.

## Tribunes[2]
- Tribune: 1 500 places assises
- Tribune "Chicago 2000": 920 places assises
- Tribunes populaires "Republica de Mataderos": 9 000 places
- Virage "Aurelio Ruiz - Juan Callero y Persi" ou "Los Perales": 4 000 places assises
- Virage visiteurs "Mercado de Hacienda": 8 000 places

## Galerie

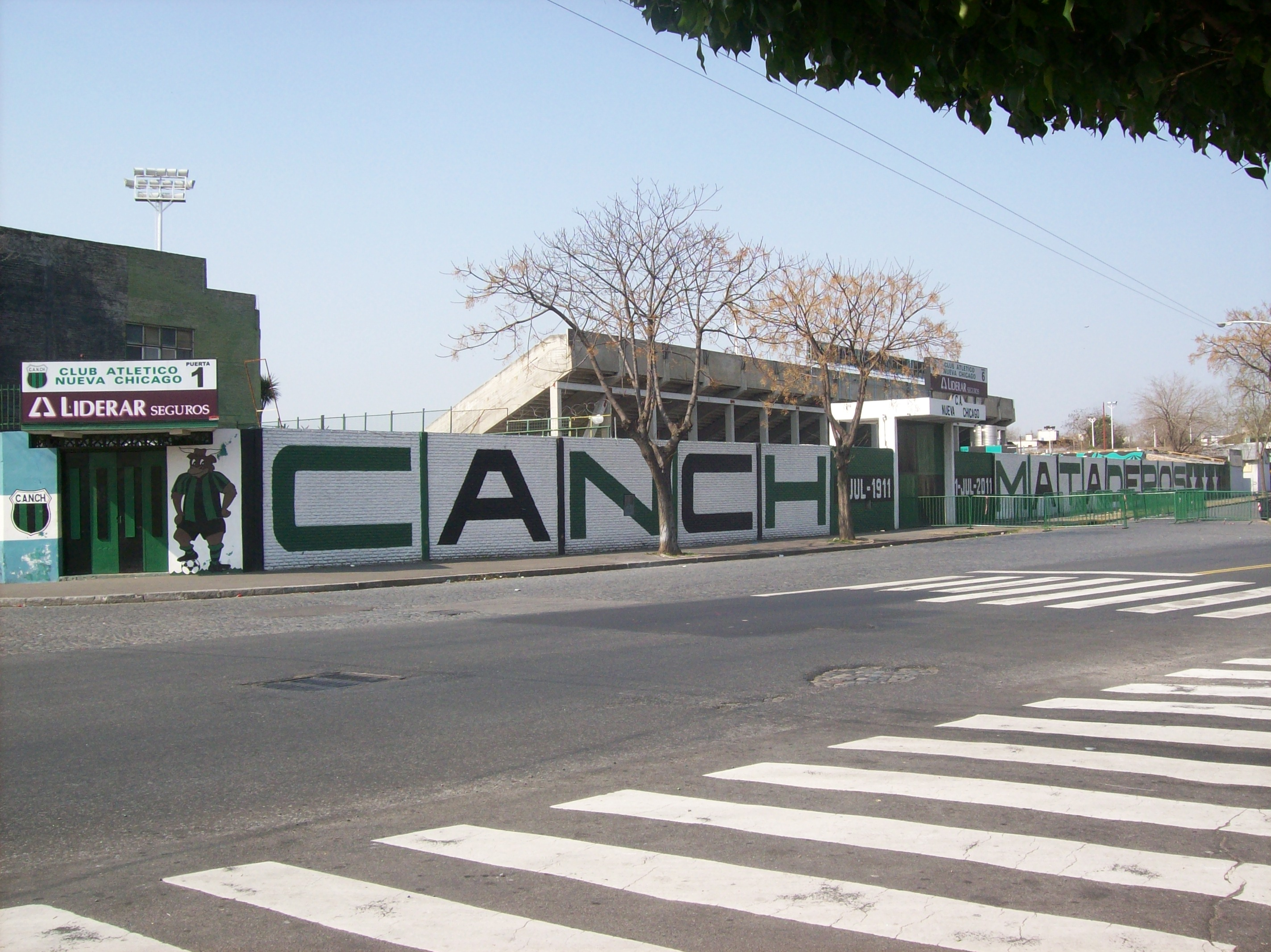
Entrée du stade au coin de la rue Justo Suárez et de l'avenue Cárdenas
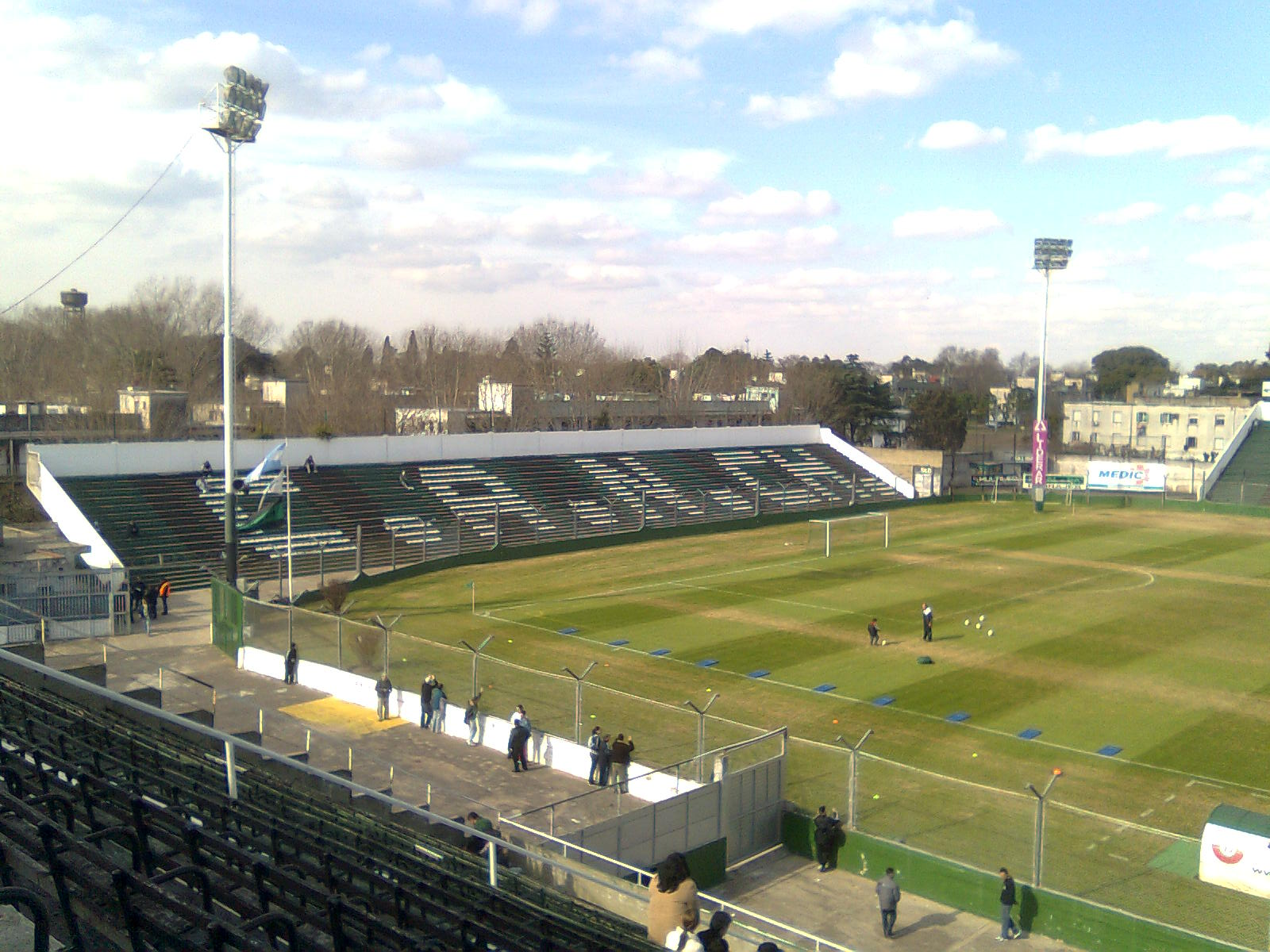
Vue du stade depuis les gradins
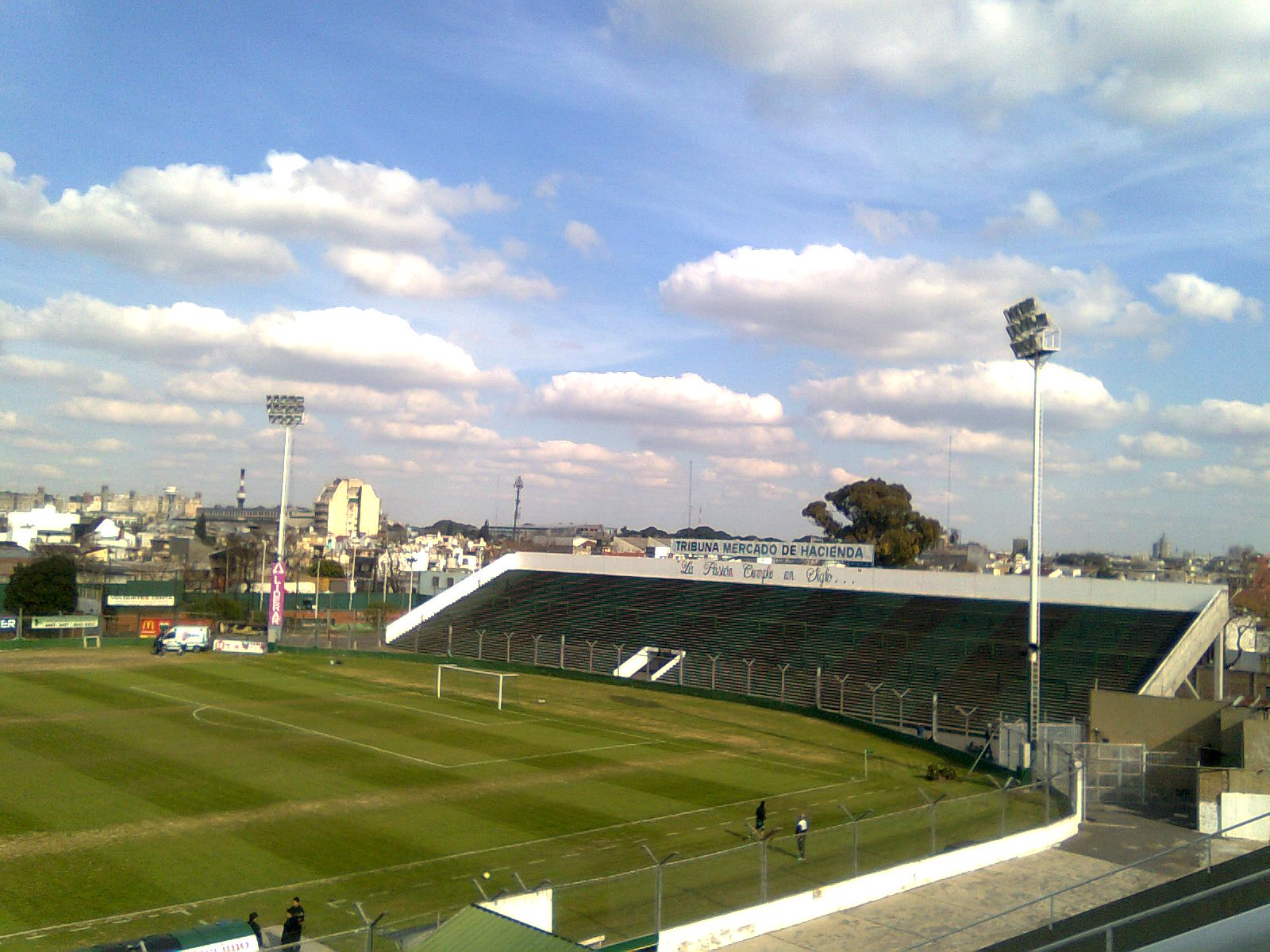
Tribune "Mercado de Hacienda".